# Антиро (дем Аргития)
Антиро (на гръцки: Ανθηρό, до 1930 година Μπουκοβίστα, Буковиста, Μπουκοβίτσα, Буковица ) е село в Пинд и административен център на дем Аргития, част от Тесалия или по-точно от Северна Тесалия.
В близост до селото има два манастира - „Успение Богородично“ и „Рождество Богородично“, както и стария каменен Кораковски мост от XIV век. Забележителни са и пещерите Клефтовриси и Ставрос.